# 이원종 (1905년)
이원종(李源琮, 1905년 11월 10일 ~ 1956년 2월 22일)은 일제강점기의 공무원, 정치인, 기업인으로, 1935년, 1939년 시흥군 군자면면협의회 의원에 입후보, 2선 연임하였다. 경기도 안산 출신.
1927년 당시 초지동 구장(區長), 1931년 ~ 1933년에는 시흥군 수암면사무소 직원이었다. 1929년 이대규(李大圭) 등이 흡연비용 절약해서 저축하자는 단연운동과 안산 원시단연조합(元時斷煙貯蓄組合)에 참여, 조합 임원이자 서기에 선출됐다. 1938년 초지식산계, 안산금융조합 창립에 참여했고, 그밖에 기업인으로도 활동했다. 자(字)는 종옥(宗玉), 본관은 우계이다.

## 생애

### 출생과 가계
이원종은 1905년(광무 9냔) 11월 10일에 태어났으며, 경기도 안산군 와리면 초지리 출신으로 아버지는 조선 말~광무 연간에 인천부 주사, 인천감리서 주사, 안산군 주사를 역임한 이민선(李敏善)이고, 어머니는 경주배씨(慶州裵氏)로 배영선(裵永善)의 딸이다. 양 조부는 이재응(李在膺), 생 조부는 이재성(李在星)이고, 증조부는 분서 이봉녕, 고조부는 태화 이현상이다.
대한제국 당시 보통학교 훈도를 역임한 이원황, 기업인 이원용은 그의 친형이고, 주사를 역임한 이원흥은 그의 이복 형이었다. 기업인 이천응은 그의 매부였고, 강화군수, 김포군수, 가평군수, 연기군 전의면장 등을 역임한 이원찬은 그의 6촌 형이었다.
6대조 이성석의 대에 한성부 북부에 정착했고 5대조 이한운이 한성부 종로방 세심대로 이사했다. 다시 양 조부 이재응, 생 조부 이재성 형제가 한성부 세심대에서 안산군 초지리로 와서 정착했다.
나중에 경기도 안산군 와리면 초지리 312번지에서 경성부 종로구 훈정동 66번지로 이주하였다.

### 초기 활동
1927년 시흥군 군자면 초지리 구장(區長)이었다. 1928년 9월 29일 경기도 파주군 청석면 산남리의 수면매립법상 공유수면매립 권리를 소천승평(小川勝平)에게서, 경기도 용인군 기흥면 구천리 오성선(吳性善), 경기도 시흥군 군자면 초지리 312번지 이원종(李源琮)이 공동으로 인수하였다.
1929년 12월 30일 시흥군 군자면 원시리 이대규(李大圭) 등이 농촌경제 손실, 가계 연초대금으로 오전 이상씩 소비에 대해 담배값을 아껴 저축하기 운동을 하자 동참, 안산 원시단연저축조합(元時斷煙貯蓄組合)에 참여하고 조합 임원이자 서기로 선출됐다.
1931년부터 1933년 경기도 시흥군 수암면사무소의 직원이었다. 그해 일왕 히로히토의 칙령 제415호에 의거, 1933년 10월 1일 1931년의 국세조사기념장 수여자를 선발할 때, 수여자 중 한 사람으로 선정되었다.1 그러나 명단에 직책과 부서, 직급은 나타나지 않는다.
1935년 부군면협의회 의원 지방 선거에 시흥군 군자면에 출마, 5월 26일시흥군 군자면 면협의원에 당선되었다.
1938년 10월 8일 시흥군 군자면 초지리 313번지에 초지식산계(草芝殖產契)와 군자면 초지리 초지동부락에 안산금융조합(安山金融組合)을 설립하는데 참여했다. 그는 초지식산계 주사, 안산금융조합 주사였고, 심희택(沈喜澤)은 초지식산계 부주사, 안산금융조합 부주사에 선임되었다.
1939년 부군면협의회 의원 지방 선거에 시흥군 군자면에 재출마, 5월 26일 시흥군 군자면 면협의원에 재선하였다. 이때 12표를 받고 3위로 당선되었다. 군자면 면협의원 정원은 12명이고, 그는 12표를 받았다.
1943년까지 군자면협의회 의원으로 재임했다. 1939년 12월 4일 주식회사 히카리모터스(株式會社ヒカリモータース)에서 대표이사 취체역 사장 이원찬, 노상기(盧相基)를 해임하고, 이순용(李淳鎔), 이원종(李源琮)을 취체역에 선임 등록하였다. 당시 그의 주소지는 경성부 종로구 훈정동 66번지였다.

### 생애 후반
1939년 2월 27일 대륙상공주식회사(大陸商工株式會社)의 감사 신현구(申鉉九), 이두용(李斗鎔)이 퇴임했다. 같은 날 대륙상공주식회사에서는 근농동 141번지에 거주하는 이원영(李源瑛), 훈정동 66번지에 거주하는 이원종을 감사로 선임하였다. 그해 11월 20일 이원용(李源用)이 대륙상공주식회사 대표이사 취체역이 되었다. 이원용은 그의 친형이었다.
1939년 12월 4일 주식회사 히카리모터스(株式會社ヒカリモータース)에서 취체역 이원찬(李源讚), 노상기(盧相基)를 해임하고, 동일부로 취체역에 이순용(李淳鎔), 훈정동 66번지에 사는 이원종(李源琮)을 선임했다.
1941년 11월 7일 경성부 종로 4정목 49번지에 있는 여객운송 및 자전거 판매회사 대륙상공주식회사 감사가 되었다. 대표는 형제 이원용(李源用)이고 이사는 누이 이정원(李貞媛), 매부 이천응(李天應), 감사 중에는 그의 형제 이원영(李源瑛)이 있었다. 같은 11월 7일 경성부 장사동 233번지에 있는 자동차 수선 및 자동차부품 판매회사 히카리모터스(株)의 이사가 되었다. 매부 이천응(李天應)이 대표이사 취체역이고, 이사 중에는 그의 형제 이원용(李源用), 감사는 소완규(蘇完奎), 이원영(李源瑛), 지배인은 이명규(李明圭)였다.

### 사후
묘소는 경기도 시흥군 수암면 초지리, 후일의 경기도 안산시 상록구 초지동에 있다.
부인은 진주류씨로, 친정아버지와 선조 기록, 사망년월일 모두 미상이다.

## 같이 보기
- 기초의회
- 지방 자치
- 이원찬
- 이원용